# 오쿠 하나코
오쿠 하나코(奥 華子, 1978년 3월 20일 ~ )는 일본 지바현 후나바시시 출신 싱어송라이터, 작곡가이다. 2005년 포니캐년을 통해 정식 데뷔했으며, 대표곡으로 애니메이션 영화 《시간을 달리는 소녀》에 쓰인 〈가넷〉, 〈변하지 않는 것〉 등이 있다.

## 음반 목록

### 인디즈 앨범
1. 사랑의 물방울 (愛のしずく 사랑의 물방울[*], 2000년 2월 8일)
2. 자유의 거북이 (自由のカメ 자유의 거북이[*], 2001년 3월 14일)
3. 산타에게 소원을 (サンタに願いを 산타에게 소원을[*], 2001년 12월 23일~24일)
4. 오쿠 하나코 자주제작 vol.1 (2004년 2월 11일)
5. 오쿠 하나코 자주제작 vol.2 (2004년 4월 25일)
6. 불꽃놀이 (花火 불꽃놀이[*], 2004년 8월 26일)
7. 산타에게 소원을 (サンタに願いを 산타에게 소원을[*], 2004년 12월 23일)
8. 오쿠 하나코 자주제작 vol.3 (2004년 12월 27일)
9. 오쿠 하나코 자주제작 vol.4 (2005년 3월 20일)
10. 오쿠 하나코 vol.best (2005년 4월 20일)

### 싱글
1. 상냥한 꽃 (やさしい花 야사시이 하나[*], 2005년 7월 27일 1st 싱글)
2. 마법의사람 (魔法の人 마호노 히토[*], 2006년 1월 18일 2nd 싱글)
3. 사랑 봉오리 (恋つぼみ 코이츠보미[*], 2006년 2월 15일 3rd 싱글)
4. 가넷 (ガーネット, 2006년 7월 12일 4th 싱글)
5. 작은 별 (小さな星 치이사나 호시[*], 2006년 11월 29일 5th 싱글)
6. 편지 (手紙 테가미[*], 2008년 1월 23일 6th 싱글)¹
7. 내일 피는 꽃 (明日さく花 아시타 사쿠하나[*], 2008년 7월 23일 7th 싱글)¹
8. 당신에게 좋아한단 말 듣고 싶어 (あなたに好きと言われたい 아나타니 스키토 이와레타이[*], 2008년 11월 19일 8th 싱글)¹
9. 웃으며 웃으며 (笑って笑って 와랏테 와랏테[*], 2009년 6월 3일 9th 싱글)
10. 불꽃놀이 (花火 하나비[*], 2009년 8월 7일, 인디 싱글 재발매)
11. 첫사랑 (初恋 하츠코이[*], 2010년 3월 17일 10th 싱글)
12. 유리의 꽃 (ガラスの花 가라스노하나[*], 2010년 8월 4일 11th 싱글)
13. 신데렐라 (シンデレラ, 2012년 1월 11일 12th 싱글)
14. 겨울불꽃 (冬花火 후유하나비[*], 2014년 1월 22일 13th 싱글)
15. 그대가 준 여름 (君がくれた夏 키미가 쿠레타 나츠[*], 2015년 3월 18일 14th 싱글)
16. 쐐기 (楔, 2015년 7월 22일 15th 싱글)
17. 추억이 되어라 / 사랑이라는 보물 (思い出になれ / 愛という宝物, 2016년 9월 21일 16th 싱글)
18. 너의 꽃 / 마지막 키스(キミの花 / 最後のキス, 2017년 2월 22일 17th 싱글)

### 정규 음반
1. 상냥한 꽃이 피는 장소 (やさしい花の咲く場所 야사시이 하나노 사쿠 바쇼[*], 2006년 3월 1일)
2. Time Note (2007년 3월 21일)²
3. 사랑편지 (恋手紙 코이테가미[*], 2008년 3월 5일)²
4. Birthday (2009년 7월 15일)²
5. 물거품 (うたかた 우타카타[*], 2010년 9월 16일)²
6. 너의 미소 -smile selection- (君の笑顔 키미노에가오[*], 2011년 6월 23일)²
7. Good-bye (2012년 3월 14일)²
8. OKU HANAKO BEST - My Letters (2012년 11월 20일)²
9. 너와 나의 길 (君と僕の道 키미토 보쿠노 미치[*], 2014년 3월 19일)
10. 프리즘 (プリズム, 2015년 10월 28일)
11. 아득히 멀리 보이던 오늘 (遥か遠くに見えていた今日, 2017년 5월 17일)
12. 안개꽃 (KASUMISOU, 2019년 3월 20일)
13. ALL TIME BEST (2019년 11월 13일)

- ¹수입 발매, ²한국 정식 발매